# Visual
Il termine inglese visual, nel linguaggio pubblicitario in italiano, è utilizzato nell'ambito della grafica e in particolare nella progettazione della pubblicità e si riferisce all'apparato visivo che compare nell'annuncio pubblicitario: generalmente è composto da una immagine dominante, una foto o una illustrazione, dalla forma grafica dei testi (headline, baseline, pay-off e caption), dal marchio e dalla confezione del prodotto (pack-shot) o dal prodotto stesso. A volte vengono usati solo alcuni di questi elementi. È uno dei numerosi termini inglesi che fanno parte del linguaggio tecnologico del settore e non hanno un corrispettivo sintetico italiano. È accaduto che alcuni termini italiani, come "slogan" o "marchio", siano caduti in disuso e rimpiazzati anche nel linguaggio comune dal corrispettivo termine inglese "headline" e "logo".

## Galleria d'immagini

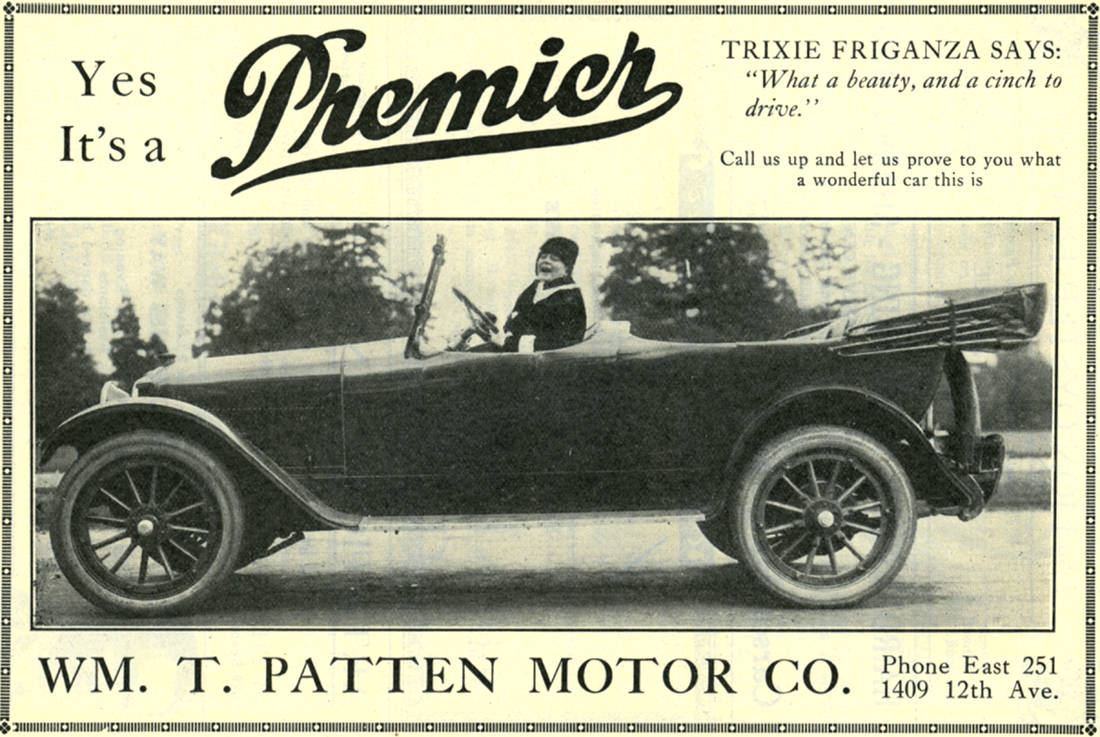
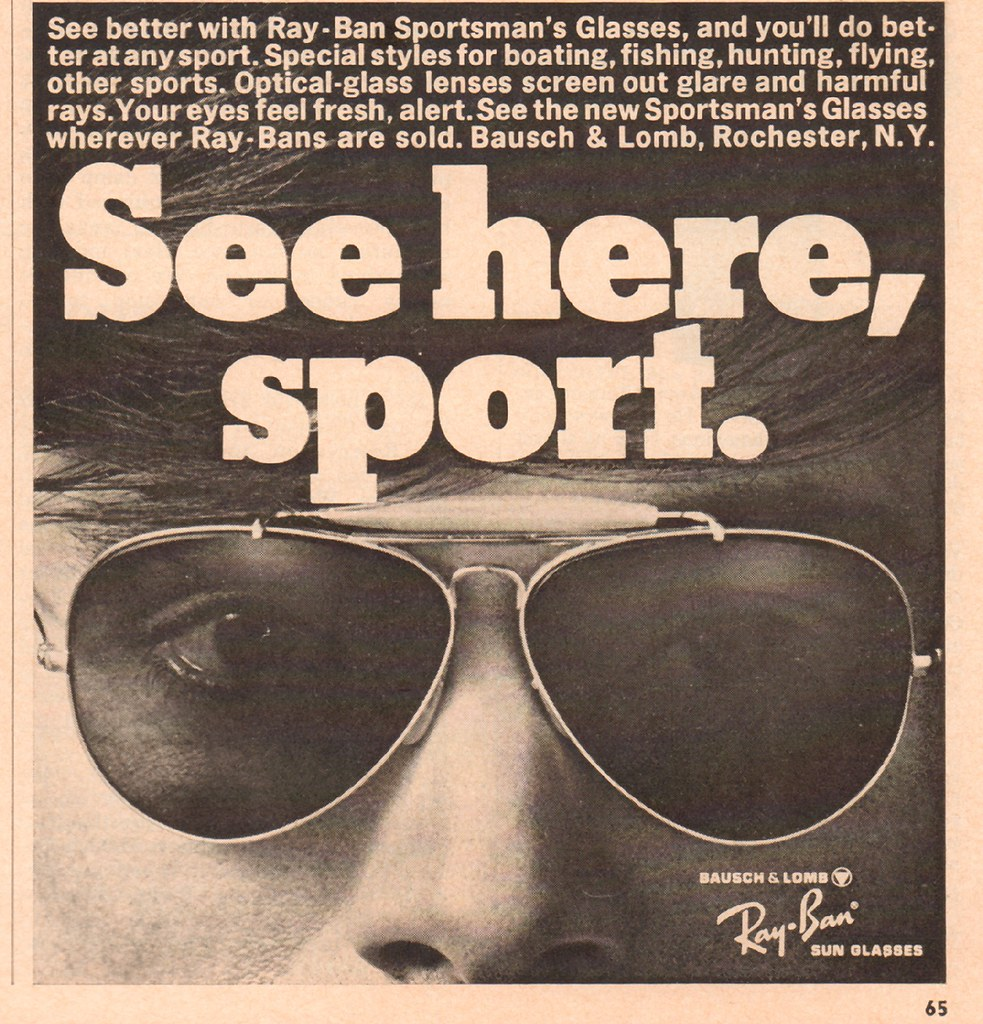
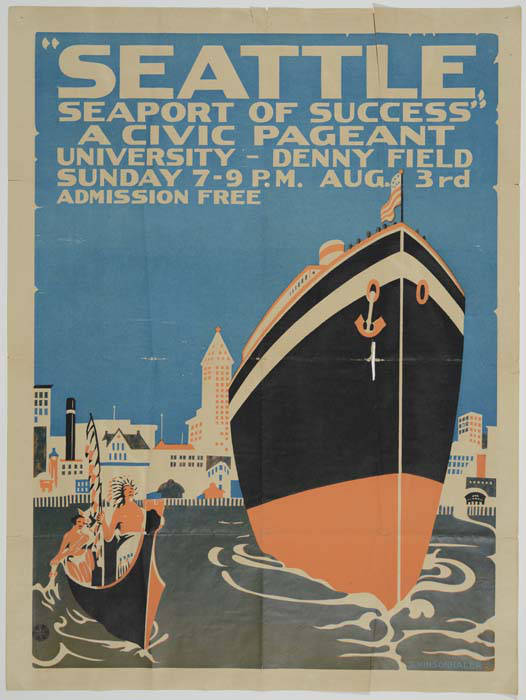